# Blue Note (New York)

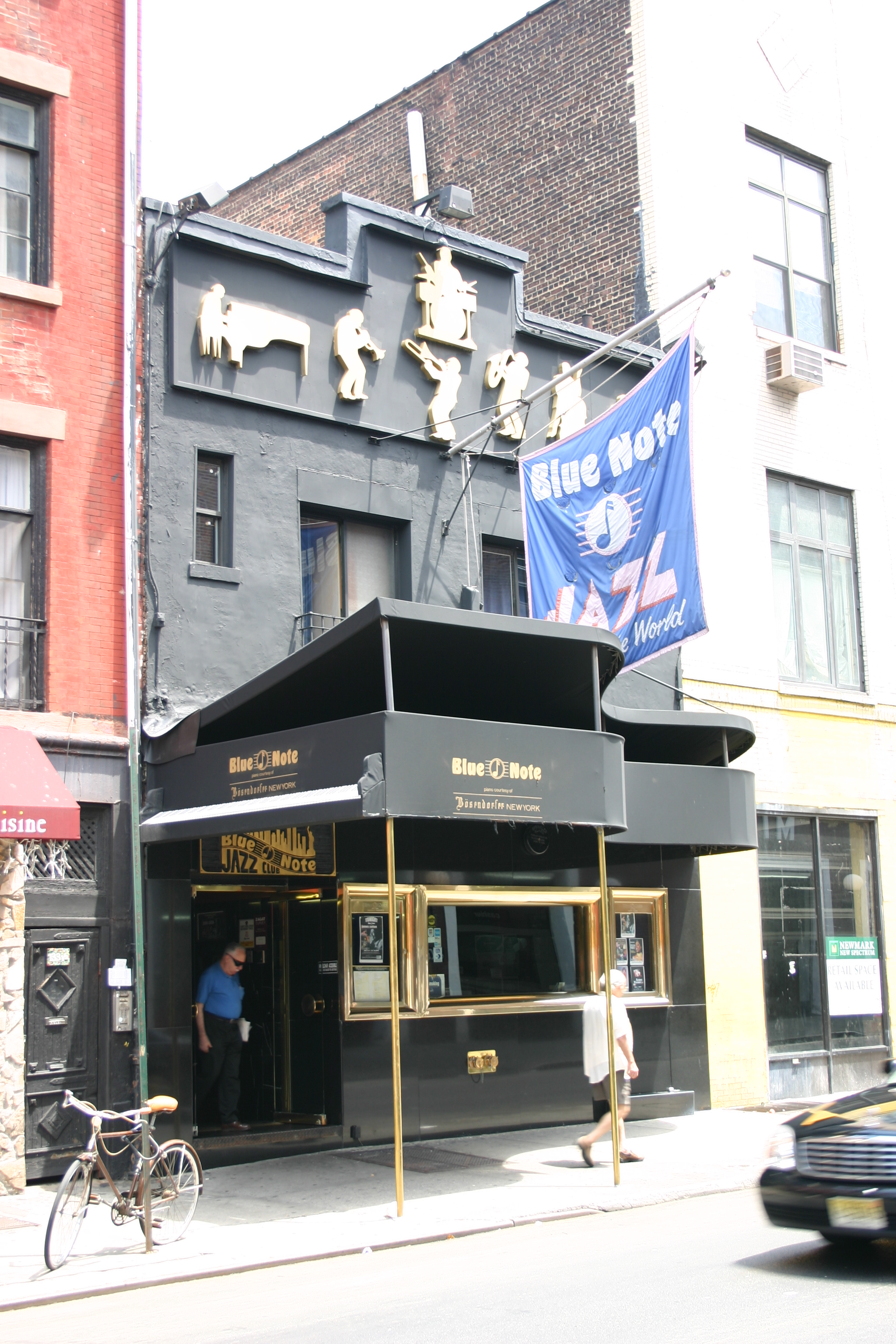
Blue Note in Greenwich Village

Blue Note ist ein Jazzclub im Greenwich Village von New York City in der 131 West 3rd Street, der 1981 von Danny Bensusan gegründet wurde. 

## Beschreibung
Der Club entstand nach einer Periode des „Massensterbens“ der Jazzclubs in New York. Hier traten viele berühmte Jazz-Größen auf wie Sarah Vaughan, Dizzy Gillespie, Ray Brown, Oscar Peterson, Lionel Hampton, Chick Corea, Herbie Hancock, Tito Puente oder Charles Lloyd, die zuvor Auftritte in Jazzclubs gemieden hatten. Der Club ist gleichzeitig Restaurant und mittlerweile auch eine Touristenattraktion. In dem Club entstanden mehrere Live-Alben, z. B. von Oscar Peterson, Herbie Mann oder Keith Jarrett.
Danny Bensusan ist ein Israeli aus Jaffa, geboren 1949, der seit 1969 in New York lebt und vorher ein jüdisches Restaurant und eine Disco betrieben hatte. Nach eigenen Worten kam er ohne musikalische „Vorbelastung“ zum Jazz, als er Anfang der 1980er Jahre erkannte, dass die Disco-Welle abflaute und Bedarf nach Neuem bestand. Er baute um das Blue Note ein ganzes „Imperium“ auf, mit Ablegern in Mailand (2003) und Japan (Tokio 1988, Nagoya 2002, Osaka 1990). Bensusan besitzt auch weitere Clubs in New York, wie das 1996 gegründete „B.B. King“ am Times Square mit Soulmusik und den „Highline Ballroom“ für Indie-Rock, und ein Plattenlabel „Blue Note Live“.
Neben den Hauptkonzerten um 20 Uhr und 22.30 Uhr gibt es Auftritte lokaler Musiker (Jazz, Rhythm and Blues, Hip-Hop, Soul, Funk) am Freitag und Samstag um 0.30 Uhr („Late Night Groove“) sowie montags („Monday Night Series“) für Nachwuchs-Jazzmusiker.
Der Name erinnert an die Blue Notes bzw. auch an das berühmte Jazz-Label Blue Note Records, mit dem er aber nichts zu tun hat. Es gab auch schon vorher Jazzclubs mit diesem Namen, z. B. Blue Note in Paris.